# Carl Stumpf

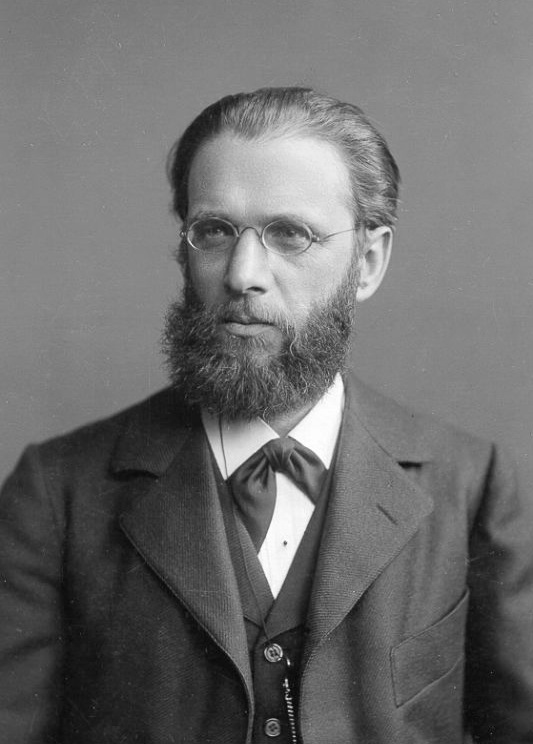
Carl Stumpf rond 1900

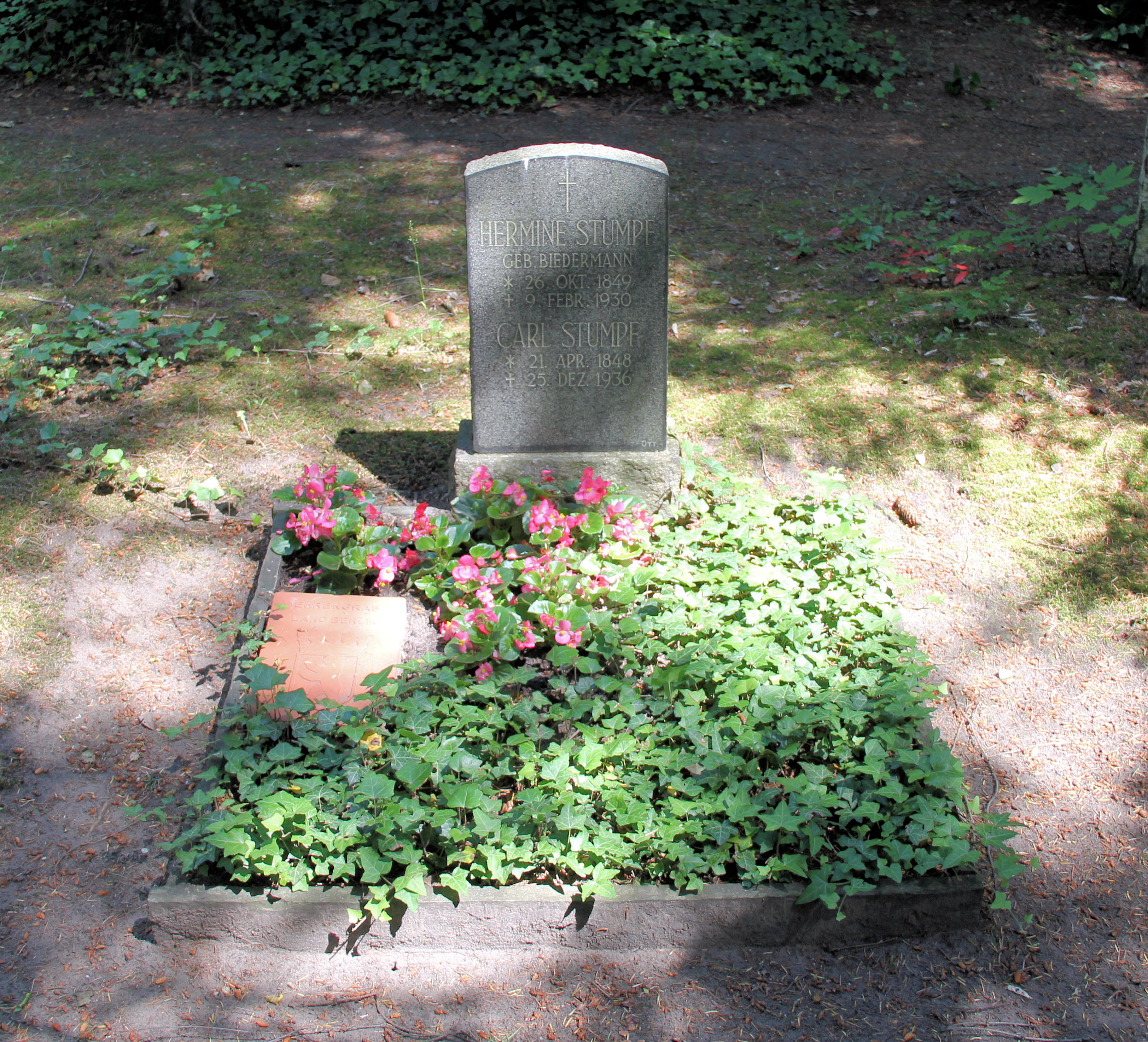
graf van Carl Stumpf

Carl Friedrich Stumpf (Wiesentheid, 21 april 1848 - Berlijn, 25 december 1936) was een Duits filosoof en psycholoog.

## Leven en werk
Stumpf studeerde bij Franz Brentano en Rudolf Hermann Lotze. Hij had een grote invloed op Edmund Husserl (de grondlegger van de moderne fenomenologie), Max Wertheimer, Wolfgang Köhler, Kurt Koffka (medegrondlegger voor de Gestaltpsychologie) en Kurt Lewin.
Stumpf was een van Brentanos eerste studenten en bleef gedurende zijn leven steeds dicht bij zijn - en zijn leermeesters - vroege theorieën. In 1868 schreef hij zijn dissertatie onder supervisie van Lotze aan de universiteit van Göttingen. Daar zou hij zich ook in 1870 vestigen. In zijn latere leven groeide zijn interesse in empirische en experimentele methodes in de psychologie en werd hij pionier in deze voor de tijd nieuwe richting. Stumpf gaf les in Göttingen, en werd vervolgens docent in Würzburg en later in Praag, Halle, München en tot slot in Berlijn, waar zijn leerlingen Max Wertheimer, Kurt Koffka en Wolfgang Köhler de "Berliner Schule der Gestalttheorie" oprichtten.
Samen met zijn student Oskar Pfungst lost hij in 1907 het raadsel van "der Kluger Hans" op, hetgeen een doorbraak betekende in de experimentele psychologie. Stumpf werd ook bekend vanwege zijn pogingen om ook in de muziekgeschiedenis psychologische profielen en tendenzen te onderzoeken.
Hij was vanaf 1890 lid van de Bayerische Akademie der Wissenschaften en vanaf 1929 opgenomen in de Orde van verdienste voor wetenschap en kunsten.

## Assistenten van Carl Stumpf
- Friedrich Schumann, (1863–1940) van 1894–1905
- Erich Moritz von Hornbostel, (1877–1935) van 1905–1906
- Narziß Kasper Ach, (1871–1946) van 1906–1907
- Hans Rupp, (1880–1954), van 1907–1910
- Adhémar Gelb (1887–1936), van 1910–1912
- Johannes Gustav Allesch (1882–1967), van 1912–1921

## Publicaties
- Verhältnis des Platonischen Gottes zur Idee des Guten, Halle 1869
- Über den psychologischen Ursprung der Raumvorstellung, 1873
- Tonpsychologie, 2 banden 1883 tot 1890 (hoofdwerk)
- Psychologie und Erkenntnistheorie, München 1891
- Tafeln zur Geschichte der Philosophie, Berlijn 1896
- Die pseudo-aristotelischen Probleme der Musik[1], Berlijn 1897
- Eröffnungsrede des Präsidenten, Prof. Dr. Carl Stumpf, Berlijn, in: "Dritter Internationaler Congreß für Psychologie im München", gehouden van 4 tot 7 augustus 1896, uitgegeven in 1897
- Der Entwicklungsgedanke in der gegenwärtigen Philosophie, feestrede, 2 december 1899, Berlijn
- Der Entwicklungsgedanke in der gegenwärtigen Philosophie, Berlijn 1900
- Toontabellen[2], in: Beiträge zur Akustik und Musikwissenschaft, Heft 3/1901, S. 139-146, Tafeln I-IX
- Zur Einteilung der Wissenschaften, Berlijn 1906
- Erscheinungen und psychische Funktionen, in: Abhandlungen der Königlich Preußissischen Akademie der Wissenschaften. Philosophisch-historische Abhandlungen, IV (1906), blz. 1-40 (2e druk 1907)
- Die Wiedergeburt der Philosophie, Berlijn 1907
- Richtungen und Gegensätze in der heutigen Psychologie, in: Internationale Wochenschrift für Wissenschaft, Kunst und Technik. Bijlage van de "Münchner Allgemeinen Zeitung" van 19 oktober 1907, blz. 903-914
- Vom ethischen Skeptizismus, Berlijn 1908
- Das Berliner Phonogrammarchiv[3], in: Internationale Wochenschrift für Wissenschaft, Kunst und Technik. Bijlage van de "Münchner Allgemeine Zeitung" van 22 februari 1908, blz. 225-246
- Philosophische Reden und Vorträge, Leipzig 1910
- Das psychologische Institut[4], in: Lenz, M. (Hrsg.), Geschichte der Königlichen Friedrich-Wilhelms-Universität zu Berlin, 3e band, Halle, 1910, blz. 202-207
- Konsonanz und Konkordanz, in: Vertreter Deutscher Musikwissenschaft (Hrsg.): Festschrift zum 90. Geburtstage Rocchus Freiherrn von Liliencron, Leipzig, 1910, blz. 329-349
- Die Anfänge der Musik, 1911
- Zum Gedächtnis Lotzes, in: Kantstudien, XXII (1917), Heft 1-2, S. 1-26
- Empfindung und Vorstellung, 1918
- Erinnerungen an Franz Brentano, In: Krause, O. (Hrsg.) Franz Brentano. Zur Kenntnis seines Lebens und seiner Lehre, München, 1919, blz. 87-149
- Zingen en spreken[5], in: Beiträge zur Akustik und Musikwissenschaft, Cahier 9/1924, blz. 38-74
- Phonetik und Ohrenheilkunde, In: Beiträge zur Anatomie. Physiologie, Pathologie und Therapie des Ohres, der Nase und des Halses, 22(1925), blz. 1-8
- Die Sprachlaute: Experimenteel-fonetische onderzoeken[6], Berlijn 1926
- Gefühl und Gefühlsempfindung, 1928
- William James nach seinen Briefen. Leben - Charakter - Lehre, Berlijn 1928
- C. S. Selbstdarstellung[7], in: Raymund Schmidt (Hrsg.) : Die Philosophie der Gegenwart in Selbstdarstellungen, band 5, Leipzig 1924
- Schriften zur Psychologie, heruitgave met biografische inleiding van Helga Sprung, Frankfurt/Main 1997
- Erkenntnislehre, Band 1, Leipzig 1939
- Erkenntnislehre, Band 2, Leipzig 1940

## Weblinks
- (en)  Biografie met links in het Virtual Laboratory van het Max-Planck-Instituut voor Wetenschapsgeschiedenis
- (de)  Psychologie und Erkenntnistheorie - archive.org (PDF; 2 MB)

- Bibsys: 2036400
- Bibliothèque nationale de France: cb135419616 (data)
- Gemeinsame Normdatei: 118933299
- International Standard Name Identifier: 0000 0001 0857 4808
- Library of Congress Control Number: nr92027008
- Nationale Bibliotheek van Letland: 000344390
- Mathematics Genealogy Project: 54762
- Bibliotheek van het Japanse parlement: 00516449
- Nationale Bibliotheek van Tsjechië: nlk20000088805
- Nationale Bibliotheek van Israël: 987007268636905171
- Nationale Bibliotheek van Polen: a0000002988173
- Nederlandse Thesaurus van Auteursnamen: 068499272
- Istituto Centrale per il Catalogo Unico: UFIV070113
- SNAC: w6ff4716
- Système universitaire de documentation: 050731319
- Virtual International Authority File: 51853096
- WorldCat: E39PBJgRRympmTgwt4cGHJjcT3